# Имаидзуми Ёсинори
Имаидзуми Ёсинори (今泉吉典, 11 марта 1914 — 2 апреля 2007) — японский териолог. Он известен тем, что описал кошку с острова Ириомоте в 1967 году и шикотанскую полёвку в 1971. Он был директором зоологического отдела Национального музея природы и науки. 

## Биография
Родился 11 марта 1914 года в городе Сендай префектуры Мияги.
В 1935 году окончил факультет ветеринарной медицины сельскохозяйственного факультета Императорского университета Токио. Начал проводить исследования по таксономии млекопитающих в Управлении исследований птиц и зверей, Агентство лесного хозяйства (директором в то время был Сэйносукэ Утида, орнитолог).
19 июля 1946 года основал лекторий[уточнить] по млекопитающим в Агентстве лесного хозяйства и Бюро исследования птиц и животных Министерства сельского и лесного хозяйства.
С 1950 начал работать в отделе зоологии Национального музея природы и науки (позднее отдел исследований млекопитающих), с 1962 - начальник этого отдела. В 1966 стал директором отдела исследований животных (млекопитающих[уточнить]) Национального музея науки. В  1978 году ушёл со своего поста в Национальном музее природы и науки.
В 1961 году защитил в Университете Хоккайдо докторскую диссертацию по теме  "Таксономическое исследование группы Apodemus speciosus".
В 1965—1981 годах второй президент послевоенного Общества [изучения] млекопитающих Японии. Кроме того, удостоен звания почетный сотрудник Национального музея природы и науки. Был приглашенным профессором Токийского сельскохозяйственного университета. Он также был председателем Совета по защите животных и председателем Зоологического общества Японии. С 1984 по 2007 год — специальный член Общества млекопитающих Японии.
Скончался 2 апреля 2007 года.

## Научные достижения
В основном изучал мелких млекопитающих, таких как мышевидные грызуны. Кроме того, исследовал ириомотейскую кошку, эндемичный подвид бенгальской кошки с острова Ириомоте на юге Рюкю, которую часто возводят в ранг вида.
Наиболее существенный вклад Имаидзуми Ёсинори в исследование фауны сопредельной с Японией России — описание в 1971 году Myodes rex, ставшего первым валидным названием для шикотанской полевки, известной русским зоологам как минимум с 1963 года, но под неверным латинским названием.

## Описанные таксоны
- Eptesicus japonensis Imaizumi, 1953[6]
- Myotis hosonoi Imaizumi, 1954[7]
- Myotis ozensis Imaizumi, 1954[8]
- Sorex hosonoi Imaizumi, 1954[9]
- Euroscaptor mizura othai Imaizumi, 1955[10]
- Myotis frater kaguyae Imaizumi, 1956[11]
- Pipistrellus endoi Imaizumi, 1959[12]
- Prionailurus bengalensis iriomotensis Imaizumu, 1967[13]
- Nyctalus furvus Imaizumi et Yoshiyuki, 1968[14]
- Cervus nippon pulchellus Imaizumi, 1970[15]
- Clethrionomys rex Imaizumi, 1971
- Clethrionomys rex montanus (Imaizumi, 1972)
- Sorex shinto sadonis Yoshiyuki et Imaizumi, 1986[16]
- Lutra nippon Imaizumi et Yoshiyuki, 1989[17]
- Mogera tokudae etigo Yoshiyuki et Imaizumi, 1991[18]

## Описаны в его честь
- Mogera imaizumii (Kuroda, 1957)
- Rhinolophus imaizumii Hill & Yoshiyuki, 1980